# Amestec eutectic

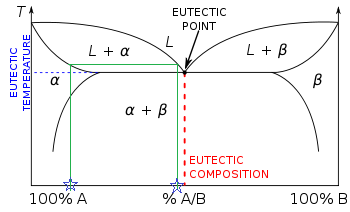
Diagrama A-B (Linia rosie punctata marcheaza compozitia aliajului eutectic, iar linia albastra temperatura de topire a aliajului eutectic). Intersectia celor doua linii punctate marcheaza PUNCTUL EUTECTIC

Eutecticul este un amestec de substanțe sau elemente chimice cu punctul de topire mai scăzut decât al oricărui component al amestecului. Acest punct de topire cel mai scăzut este denumit temperatură eutectică. Pe diagrama de fază, temperatura eutectică este considerată punct eutectic.
Eutecticul este un amestec dintr-un grup de substanțe capabile să se dizolve unele în altele ca lichide care se lichefiază la cea mai scăzută temperatură.